# George Foster Shepley
Pour les articles homonymes, voir George Foster (homonymie), Foster, George Shepley et Shepley.
Ne doit pas être confondu avec George F. Shepley.
George Foster Shepley, né le 7 novembre 1860 et mort le 17 juillet 1903, est un architecte américain de l'entreprise Shepley, Rutan and Coolidge (en), qui succède à l'entreprise de Henry Hobson Richardson que Shepley reprend à sa mort. Il fait ses études au Massachusetts Institute of Technology, et obtient son diplôme en 1882. Il est marié à la fille de Henry Hobson Richardson,.